# Physalidinae
Physalidinae, podtribus krumpirovki smješten u tribus  Physalideae, dio potporodice Solanoideae. Sastoji se od 15 rodova.

## Opis
Unutar kozmopolitske porodice Solanaceae, Physalideae je pleme s najvećom generičkom raznolikošću (30 rodova i više od 200 vrsta). Ovo pleme obuhvaća podtribus Physalidinae, u kojem filogenetski odnosi nekih rodova nisu posve razjašnjeni. Kromosomi mogu pomoći u rješavanju, pružajući informacije o procesima koji leže u osnovi specijacije. Stoga su u potplemenu provedene citogenetske analize kako bi se utvrdio njegov broj kromosoma i morfologija. Physalidinae karakterizira x = 12 i većina vrsta pokazuje kariotip koji je asimetričniji od onih sestrinske klade Iochrominae. Ova obilježja kariotipa mapirana su na molekularnu filogeniju kako bi se testirala podudarnost između evolucije kariotipa i diferencijacije klade. Diploidni predak rekonstruiran je za podpleme i procijenjeno je pet do šest slučaja neovisnih o poliploidiji, plus jedan slučaj aneuploidije (X = 11 u monotipskom rodu Quincula). Komparativne filogenetske metode pokazale su da indeksi asimetrije i srednji omjer krakova (r) imaju visok filogenetski signal, dok je kod zajedničkog pretka Physalis, Quincula i Chamaesaracha pronađen jedan prirast subtelocentričnih/telocentričnih kromosoma. Asimetrija kariotipa omogućuje razlikovanje rodova unutar podplemena Physalidinae. Sveukupno, ovo istraživanje sugerira da je diverzifikacija u ovoj skupini bila popraćena promjenama kariotipa, što se također može primijeniti za razgraničenje rodova.

## Rodovi
Subtribus Physalidinae Reveal
1. Physaliastrum Makino (6 spp.)
2. Tzeltalia E. Estrada & M. Martínez (3 spp.)
3. Schraderanthus Averett (1 sp.)
4. Darcyanthus Hunz. ex N. A. Harriman (1 sp.)
5. Brachistus Miers (3 spp.)
6. Witheringia L´Hér. (13 spp.)
7. Leucophysalis Rydb. (2 spp.)
8. Oryctes S. Watson (1 sp.)
9. Calliphysalis Whitson (1 sp.)
10. Alkekengi Mill. (1 sp.)
11. Quincula Raf. (1 sp.)
12. Cataracta Zamora-Tav., O. Vargas & M. Martínez (1 sp.)
13. Chamaesaracha (A. Gray) Benth. ex Franch. & Sav. (14 spp.)
14. Capsicophysalis (Bitter) Averett & M. Martínez (1 sp.)
15. Physalis L. (88 spp.)